# Евридика (дъщеря на Амфиарай)
Вижте пояснителната страница за други значения на Евридика.
Евридика в древногръцката митология е дъщеря на пророка Амфиарай и Ерифила. Сестра на Алкмеон, Амфилох и на Демонаса, съпругата на Терсандър
Древният гръцки писател Павзаний пише, че Евридика е била нарисувана права на кратера Kypseloslade в Олимпия заедно с Демонаса и Алкмаион до нейната майка Ерифила пред къщата на нейния баща Амфиарай.